# Маклура
Маклура (Maclura) е род двудомни растения от семейство Черничеви, включващ 8 – 9 вида. Листата са яйцевидни, целокрайни, голи. Съплодията са жълто-зелени, до зелени. Дървото достига до 15 метра височина. Разпространено е по паркове и места за отдих. Родът е източник на дъбилните вещества маклурин, {\displaystyle {\ce {C13H10O6 + H2O}}}, и морин, {\displaystyle {\ce {C15H10O7 + 2H2O}}}.

## Видове
Родът се състои от 11 вида, два от които се срещат в България:
- Maclura africana Corner
- Maclura amboinensis Blume
- Maclura andamanica (King ex J.D.Hooker) C.C.Berg
- Maclura brasiliensis (Mart.) Endl.
- Maclura cochinchinensis (Lour.) Corner
- Maclura fruticosa (Roxb.) Corner
- Maclura pomifera (Raf.) C.K.Schneid. — Оранжева маклура
- Maclura pubescens (Trécul) Z.K.Zhou & M.G.Gilbert
- Maclura spinosa (Roxb. ex Willd.) C.C.Berg
- Maclura tinctoria (L.) D.Don ex Steud.
- Maclura tricuspidata Carriere